# アリエージュ川
アリエージュ川（アリエージュがわ、Ariège）は、フランス南部を流れる川で、ガロンヌ川の支流である。長さは約164km。
アリエージュ県の名前の由来となった川である。
ピレネー山脈が水源で、アリエージュ県、オート＝ガロンヌ県を通過し、トゥールーズ南部のポルト＝シュル＝ガロンヌでガロンヌ川と合流する。